# Gell River
Der Gell River ist ein Fluss im Südwesten des australischen Bundesstaates Tasmanien. 

## Geografie

### Flusslauf
Der fast 22 Kilometer lange Gell River entspringt an den Osthängen des Conical Mountain im Westteil der Denison Range und fließt nach Nordosten. Bald nach seiner Quelle durchfließt er den Lake Curly. Am Nordende des Gebirges mündet er in den Gordon River.
In seiner gesamten Länge verläuft der Gell River durch vollkommen unbewohntes Gebiet im Ostteil des Franklin-Gordon-Wild-Rivers-Nationalparks.

### Nebenflüsse mit Mündungshöhen
- Reverend Creek – 556 m[1]

### Durchflossene Seen
- Lake Curly – 718 m[1]